# HD 181907
Désignations
HD 181907 est une étoile géante de magnitude 5,82 située dans la constellation de l'Aigle. Elle se trouve à ∼ 363 a.l. (∼ 111 pc) de la Terre.

## Observation
C'est une étoile située dans l'hémisphère nord céleste, mais très proche de l'équateur céleste. Cela signifie qu'elle peut-être observée sans aucune difficulté depuis toutes les régions habitées de la Terre et qu'elle n'est invisible que dans les zones les plus intérieures de l'Antarctique. Dans l'hémisphère nord, cependant, elle apparaît circumpolaire. Sa magnitude de 5,8 la place à la limite de la visibilité à l'œil nu, donc pour être observée sans l'aide d'instruments, il faut un ciel clair et éventuellement sans Lune.
Le meilleur moment pour l'observer dans le ciel du soir se situe entre fin juin et novembre. Dans les deux hémisphères, la période de visibilité reste à peur près la même, grâce à la position de l'étoile non loin de l'équateur céleste.

## Caractéristiques
C'est une géante jaune. Elle a une magnitude absolue de 0,59 et sa vitesse radiale indique qu'elle se rapproche du Système solaire.